# مكتبة الراس العامة
مكتبة الراس العامة أو مكتبة دبي العامة المركزية هي أقدم مكتبة في دبي، الإمارات العربية المتحدة، افتتحت في عام 1963، تقع في منطقة الراس.

## تاريخ
مكتبة الراس العامة هي أول مكتبة عامة في دبي، افتتحها الشيخ راشد بن سعيد آل مكتوم في عام 1963. تضم المكتبة أكثر من 100 ألف كتاب بعدة لغات وأكثر من 160 دورية. تحتوي المكتبة على غرفة للأنشطة، ومرافق سمعية وبصرية، وقاعة للمطالعة، وقسم منفصل لأدب الأطفال. وأغلقت المكتبة أبوابها لأعمال التجديد في سبتمبر 2019. وتعد المكتبة واحدة من عدد من مكتبات دبي العامة. أقرب محطة مترو دبي عنها هي محطة الراس على الخط الأخضر.
تقوم هيئة الثقافة والفنون في دبي بإدارة شبكة فروع مكتبة دبي العامة، التي تضم 8 مكتبات مخصصة للكبار و7 مكتبات للأطفال، وترتبط هذه المكتبات ببعضها وبالمكتبات الحديثة الأخرى من خلال أحدث التقنيات المتطورة مما يسهل الوصول إلى مجموعة كبيرة من الكتب التي تغطي مواضيع متنوعة باللغتين العربية والانكليزية.